# 论西藏的文化大革命：1969年尼木事件
《论西藏的文化大革命：1969年尼木事件》（英語：On the Cultural Revolution in Tibet: The Nyemo Incident of 1969），作者是梅尔文·戈尔茨坦、班觉（戈尔茨坦的博士生，任职于西藏自治区社会科学院当代西藏研究所）、旦增伦珠（中国藏学研究中心社会经济研究所），研究尼木事件，2010年出版。

## 内容
1969年，在西藏拉萨市尼木县，自称被神灵附体的年轻尼姑赤列曲珍，鼓舞农民袭击了当地农民、官员和军队，杀死数十人。
尼木事件长期被认为是西藏民族主义者反抗中国的例子。该书基于对尼木县居民的录音采访和大量文件，认为这场暴力事件不是争取西藏独立的自发斗争，而是敌对的两个造反派派系之间斗争的一部分，与民族无关。

## 评论
夏琳·馬克里评论：作者认为自己的著作有原则、客观。然而，作者根深蒂固的现代主义视角，使戈尔茨坦站在与国家相同的立场。它将藏族作为前现代的他者的象征，将1959年中共干涉西藏时藏人遭受肉体和文化暴力的震惊、悲痛和愤怒个人化、病态化、非人化。
罗纳德·施瓦茨评论：作者未能解释赤列曲珍的宗教观。参与者需要按照官方叙述来叙述尼木事件，来为自己免罪。作者掩盖了新政权对宗教文化习俗的压制。
沈迈克评论：“对一系列错综复杂、令人费解的事件进行的令人钦佩的、深刻而有力的分析。”